# 天の茶助
『天の茶助』（てんのちゃすけ）は、映画監督のSABUの小説。2015年5月28日に幻冬舎から幻冬舎文庫版が刊行された。
2015年6月27日、SABU自身の監督・脚本で映画化された。

## あらすじ
地上に生きる人間たちの人生や運命のシナリオを書きつづる天界の脚本家たち。そんな彼らのお茶くみ係である茶助。ある日茶助が不用意に脚本家に対して発した言葉により、人間界で生きる女性ユリが交通事故で死ぬ事になってしまう。ユリを助けるため人間界に降りた茶助は、ユリの暮らす沖縄に向かうこととなる。

## 映画
2015年6月27日に全国公開された。第65回ベルリン国際映画祭・コンペティション部門出品作品。
撮影は沖縄県で行われ、全国公開に先駆けて、2015年6月20日に沖縄県で先行公開された。

### キャスト
- 早乙女茶助 - 松山ケンイチ
- 新城ユリ - 大野いと
- 種田潤一 - 大杉漣
- 彦村ジョー - 伊勢谷友介
- チャーリー・ポン - 田口浩正
- 早乙女茶子 - 玉城ティナ
- 黒木 - 寺島進
- 根岸一輝 - RYO[6]
- 康夫 - 今野浩喜
- 白塗りの男 - オラキオ[7]

### スタッフ
- プロデューサー : 市山尚三
- エグゼクティブプロデューサー : 森昌行
- 音楽プロデューサー : 安井輝
- 照明 : 三善章誉
- 録音 : 横澤匡広
- 美術 : 黒川通利
- 衣装 : 西留由起子
- 助監督 : 塩崎遵
- VFXスーパーバイザー : 大萩真司、藤井義一
- 企画開発：大成祐爾
- ラインプロデューサー：的場明日香